# ميدوهول (منطقة تسوق)
ميدهول مركز تسوق داخلي في مدينة شيفلد، جنوب مدينة يوركشايرفي إنجلترا. تقع على بعد 3 أميال (5 كم) شمال شرق وسط مدينة شيفيلد، و 2 ميل (3 كم) من وسط مدينة روثرهام. إنه أكبر مركز تسوق في يوركشاير، وحالياً يحتل المركز الحادي عشر في المملكة المتحدة. اعتبارًا من عام 2001، يجري حاليًا النظر في خطط التمديد، ليتم الانتهاء منها في 2020، مما سيجعل ميداهول رابع أكبر مركز تسوق في المملكة المتحدة.
من الناحية المعمارية، كان البناء الأصلي لـ ميداهول في أوائل التسعينيات مستوحى من مركز التسوق منطقة d'Orléans في أوتاوا، كندا. يعد ميدهول حديقة ريتيال مشروعًا منفصلاً مملوكًا لشركة ارض بريطانيا، ويقع على بعد حوالي ميل واحد (1.6 كم) إلى الجنوب من مركز ميدهول للتسوق في منطقة كاربووك بالمدينة.

## تاريخ

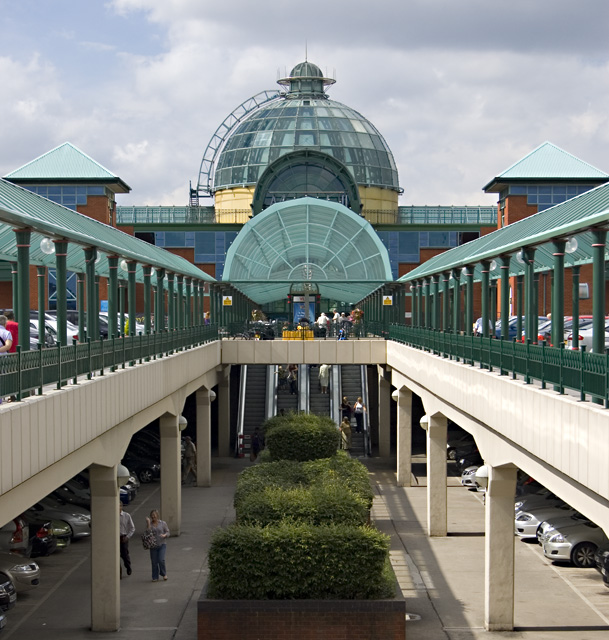
ميدهول

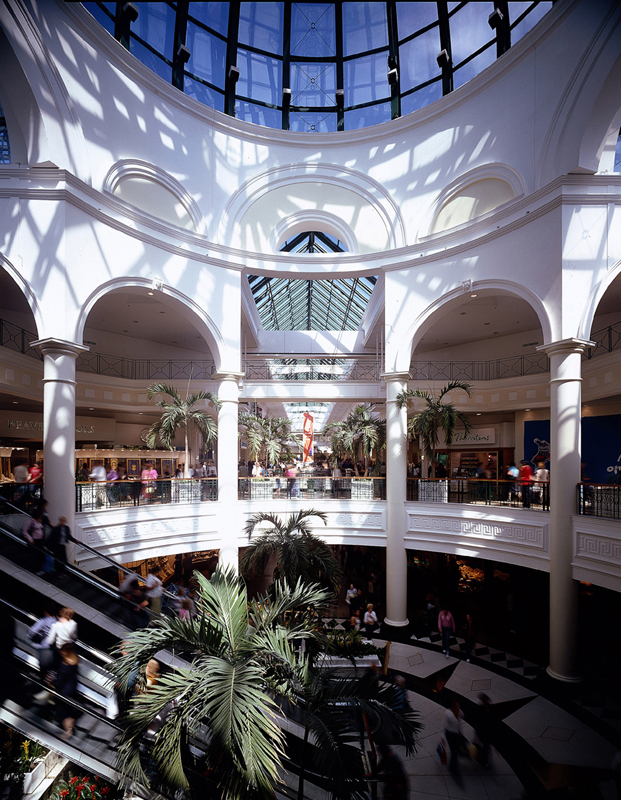
المروج الداخلية قبل التجديد

تم بناء مركز التسوق من قبل بوفيس في الموقع الذي كانت تشغله سابقًا شركة شرق هادفيلدز لأعمال الصلب، وقبل ذلك من القرن التاسع عشر ميداهول أعمال الحديد، التي يملكها جون كروليو وكو.
تم افتتاح المركز في 4 سبتمبر 1990. تبلغ مساحتها 139355 مترًا مربعًا (1500005 قدم مربع)، وهي المركز الحادي عشر (ثاني أكبر مركز تسوق عند افتتاحه لأول مرة) في المملكة المتحدة. إنه مشابه من حيث المفهوم لمركز التسوق ميري هيل في جبل بريرلي هيل في وست ميدلاندز، والذي تم الانتهاء منه قبل ميدهول.
مع أكثر من 280 متجرًا، تم إلقاء اللوم على ميدهول على نطاق واسع لإغلاق المحلات التجارية في كل من مركز مدينة شيفيلد ومركز مدينة روثرهام. ميدهول مملوكة لشركة أرض بريطانية، مطور عقاري. استقطب المركز 19.8 مليون زائر في عامه الأول من افتتاحه، ويستقطب الآن حوالي 30 مليون زائر سنويًا.
أحد أكبر متاجر ميدوهال في الماضي، Sainsbury's on Market Street (كان في الأصل علامة SavaCentre في التسعينيات) تم إغلاقه في يوليو 2005 وتم استبداله بمتاجر Next و Primark الجديدة في صيف عام 2007. انتقل متجر Sainsbury إلى Crystal Peaks. كان هناك رواق محطة نامكو في ردهة طعام الواحة التي أغلقت في سبتمبر 2007 بعد أكثر من 15 عامًا في مركز التسوق. شهد ديسمبر 2005 تحول ميدوهول إلى خامس متجر آبل في المملكة المتحدة، وفي أواخر عام 2007 استحوذ على ثالث متجر بوما في المملكة المتحدة، بعد لندن وجلاسكو. كان المركز أيضًا موطنًا لـ McCafé الوحيد في يوركشاير، والذي تم استبداله بامتياز يسمى "Love Koffee". تم استبدال برجر كنج المركز الذي كان يقع في شارع ماركت بامتياز صغير يسمى «برجر نايت» في أكتوبر 2007 عندما أعيد افتتاحه بعد فيضانات عام 2007. تم إغلاق الامتياز الصغير، جنبًا إلى جنب مع Greggs و Massarella's Coffee و Crawshaws Butchers و Pollard's Tea and Coffee ، في مايو 2008، ولم ينفقوا إلا مؤخرًا آلاف الجنيهات على التجديد بعد فيضانات عام 2007 - تم إغلاق هذه المتاجر حتى يمكن لـ Meadowhall إنشاء أكبر المتاجر التي تشغلها الآن Love Aroma و Game و Garage Shoes و Quiz و Yours Clothing.
في شهر أكتوبر 2012، أعلن بنك نارقوس إدارة الاستثمار أن صندوق تقاعد الحكومة النرويجية قلوبل قد اشترى 50 في المائة من مركز التسوق ميدوهول في المملكة المتحدة مقابل 348 جنيهًا إسترلينيًا مليون، أو ما يقرب من 3.2 مليار كرونة نرويجية.
في عام 2014، تم تجديد المركز التجاري «بارك لين» على طراز «بوتيك أركيد». في عام 2017، تم تحديث بارك لاين خلال 2015-2017 مقابل 60 جنيهًا إسترلينيًا مليون عملية تجديد، ويُنظر إليها الآن على أنها أكثر مناطق ميدوهول فخامة، حيث تضم متاجر مثل بيتي قرين و Flannels وهوقو بوس ووايت ستف و Yo! سوشي.